# Falls City, Nebraska
Falls City är en stad i den amerikanska delstaten Nebraska med en yta av 6,8 km² och en folkmängd som uppgår till 4 671 invånare (2000). Falls City är administrativ huvudort i Richardson County.
Brandon Teena, som var bosatt i Falls City, mördades år 1993 i närheten av Humboldt. Hilary Swank fick Oscar för bästa kvinnliga huvudroll för rollprestationen som Brandon Teena i filmen Boys Don't Cry (1999).

## Kända personer från Falls City
- Pee Wee Erwin, trumpetare
- Dave Heineman, politiker
- C. Frank Reavis, politiker
- Phillip Hart Weaver, politiker